# Traminda rufistrigata
Traminda rufistrigata är en fjärilsart som beskrevs av George Francis Hampson 1896. Traminda rufistrigata ingår i släktet Traminda och familjen mätare. Inga underarter finns listade i Catalogue of Life.